# Lassina Traoré
Lassina Chamste Soudine Franck Traoré (ur. 12 stycznia 2001 w Bobo-Dioulasso) – burkiński piłkarz, grający na pozycji napastnika w ukraińskim klubie Szachtar Donieck oraz reprezentacji Burkiny Faso.

## Kariera klubowa
Lassina Traoré rozpoczynał swoją karierę w lokalnym klubie Rahimo FC. W 2017 roku wypatrzyli go skauci z Ajaxu Kapsztad. Drużyna ta jest klubem satelickim
Ajaxu Amsterdam, więc po dwóch latach przeniósł się do holenderskiego zespołu. Na początku występował w młodzieżowej sekcji. 12 maja 2019 zadebiutował w zespole seniorskim w meczu z FC Utrecht. W 2020 został wpisany do dorosłej drużyny. 24 października 2020 strzelił 5 goli w wygranym 13:0 meczu z VVV Venlo.

## Kariera reprezentacyjna
Traoré w reprezentacji Burkiny Faso zadebiutował 4 maja 2017 w meczu z Beninem. W tym samym spotkaniu zdobył swoją pierwszą bramkę.